# 溫切斯特 (密蘇里州)
溫切斯特（英語：Winchester）是位於美國密蘇里州聖路易斯縣的城市。

## 人口
根據2020年美國人口普查的數據，溫切斯特的面積為0.65平方千米，皆為陸地。當地共有人口1447人，而人口密度為每平方千米2,226人。